# Adolf Sindler
Adolf Sindler (geboren 4. März 1899 in Stanislau, Kronland Galizien, Österreich-Ungarn; gestorben 1965 in Haifa, Israel) war ein Kinderarzt in Düsseldorf und Haifa, er leitete auch Umerziehungsprogramme in einem britischen Kriegsgefangenenlager in Ägypten.

## Leben und Wirken

### Jugend und Studien
Die Eltern zogen 1903 mit ihren drei Kindern wegen der zunehmenden antisemitischen Stimmung aus Galizien nach Düsseldorf.
Dort besuchte Adolf Sindler die Volksschule und das Städtische Realgymnasium. Nach dem Abitur 1917 meldete er sich freiwillig zum Kriegsdienst in der österreichisch-ungarischen Armee, aus der er 1918 als Fähnrich entlassen wurde. Danach studierte er Medizin in Bonn und Münster. 1920 erhielt er die deutsche Staatsbürgerschaft. Nach dem Studienabschluss 1922 promovierte er in Köln zum Dr. med. und anschließend in Münster zum Dr. phil.

### Aktivitäten in Düsseldorf
Seit 1924 war Adolf Sindler in der Düsseldorfer Kinderklinik von  Arthur Schloßmann tätig, zuerst als Praktikant, dann als Privatassistenz. In dieser Eigenschaft beteiligte er sich auch an den Vorbereitungen zur GeSoLei, die ihm einen eigenen jüdischen Pavillon verdanken sollte. Ein Sonderheft der Zeitschrift Menorah mit dem Titel Hygiene der Juden entstand ebenfalls in diesem Zusammenhang. Sindler arbeitete hier mit dem Rabbiner Max Eschelbacher zusammen.
1927 eröffnete er eine Privatpraxis als Kinderarzt.
Adolf Sindler war Gründer und Vorsitzender des jüdischen Sportvereins Makkabi Düsseldorf von 1924 bis mindestens 1933.
Er gehörte zum Vorstand der Jüdischen Gemeinde und war zeitweise Vizevorsitzender der örtlichen Gruppe der Zionistischen Vereinigung für Deutschland.
Als ihm 1933 wegen seiner jüdischen Herkunft die Kassenzulassung entzogen werden sollte, konnte er mehrere Schreiben vorweisen, die ihm eine große Beliebtheit in der Altstadtbevölkerung bescheinigten, zum Beispiel vom Leiter der Altstadtpolizei. So konnte er wegen seiner Teilnahme am Ersten Weltkrieg zunächst weiter praktizieren (Frontkämpferregelung). 1935 wurde ihm die deutsche Staatsbürgerschaft entzogen und er verlor seine Kassenzulassung. Dennoch führte er seine Praxis bis 1936 weiter.

### Emigration in Palästina und Tätigkeiten in Ägypten
Im Herbst 1938 emigrierte Adolf Sindler mit seiner Mutter, seiner Schwester und deren Tochter nach Palästina. In Haifa konnte er bald wieder eine Kinderpraxis eröffnen, die jedoch nicht so viele Patienten hatte wie in Düsseldorf.
Seit 1942 war Adolf Sindler als Mediziner für die britische Armee tätig.
Im Frühjahr 1946 wurde er in das Kriegsgefangenenlager Fanara in Ägypten als Training Adviser geschickt, wo er mit großem Engagement zahlreiche Kultur- und Sportprogramme initiierte, die in ihrer Qualität in dieser Zeit vorbildhaft waren. Er setzte sich mit vielen Kursen und Weiterbildungsprogrammen für eine wirksame Umerziehung der internierten ehemaligen Wehrmachtsangehörigen ein.
Ende 1947 verließ er Fanara und 1948 die britische Armee.
Danach war Adolf Sindler wieder als Arzt in Israel tätig, unter anderem für den staatlichen Gesundheitsdienst und in einem Auffanglager für Einwanderer.
1965 starb er im Alter von 66 Jahren in Haifa.

## Publikationen
Adolf Sindler verfasste zwei Dissertationen. Im Kriegsgefangenenlager Fanara war er 1946/1947 der Hauptherausgeber mehrerer Lagerzeitungen, die vor allem umerzieherische und kulturell bildende Inhalte hatten, und verfasste dort einige weitere Schriften.
Er hinterließ auch einen autobiographischen Roman mit dem Titel Blätter einer Liebe, der in Düsseldorf spielt. Das Manuskript entstand um 1947.